# 岡野忠元
岡野 忠元（1940年 - ）は元テレビ東京アナウンサー。

## 概要
早稲田大学文学部卒業後、1965年テレビ東京に入社。

## 過去の担当番組
スポーツ関連番組
- ボクシング関連の番組
- 全力闘球（『全力闘球』改題前。主としてベンチリポーター）

報道・情報番組
| 期間         | 期間         | 番組名                                             | 役職                       |
| ------------ | ------------ | -------------------------------------------------- | -------------------------- |
| 1970年10月   | 1972年2月    | 奥さん!2時です ※東京12チャンネル制作版(木・金曜日) | 江利チエミのアシスタント役 |
| 担当時期不明 | 担当時期不明 | 生活経済ニュース                                   | キャスター                 |
| 担当時期不明 | 担当時期不明 | 明日の日経朝刊                                     | キャスター                 |
| 1985年10月   | 1988年3月    | メガTONニュースTODAY                               | 火・木曜日メインキャスター |

| スタブアイコン | サブスタブ | この項目は、まだ閲覧者の調べものの参照としては役立たない、アナウンサーに関連した書きかけの項目です。この項目を加筆・訂正などしてくださる協力者を求めています（PJ:アナウンサー）。 |